# Travis Taijeron
 (août 2017).
Travis Nathaniel Taijeron (né le 20 janvier 1989 à La Mesa, Californie, États-Unis) est un joueur de champ extérieur des Mets de New York de la Ligue majeure de baseball.

## Carrière
Joueur des Broncos de l'université d'État polytechnique de Californie à Pomona, Travis Taijeron est choisi par les Mets de New York au 18e tour de sélection du repêchage amateur de 2011.
Il fait ses débuts dans le baseball majeur le 26 août 2017 avec les Mets de New York.